# Midnight Sun – Alles für dich
Midnight Sun – Alles für dich (Originaltitel: Midnight Sun) ist ein US-amerikanisches Filmdrama des Regisseurs Scott Speer aus dem Jahr 2018. Der Film basiert auf dem japanischen Film Taiyō no Uta aus dem Jahr 2006. Kinostart war am 22. März 2018.

## Handlung
Katie Price lebt seit jungen Jahren mit einer lebensbedrohlichen Krankheit. Eine genetische Erkrankung, Xeroderma pigmentosum, hindert sie daran, ins Sonnenlicht zu treten. Sie lebt wohlbehütet mit ihrem Vater und einer guten Freundin, Morgan, in einem Haus, welches Katie nur abends verlässt. Jeden Abend nutzt sie die Dunkelheit, um der Langeweile zu entgehen. Eines Abends trifft sie am Bahnhof Charlie. Katie ist schon lange in ihn verliebt, doch er hat sie noch nie bemerkt. Während sie Gitarre spielt, beobachtet Charlie sie eingehend. Hals über Kopf verlässt sie die Szene und vergisst ihr Notizbuch. Charlie nimmt es an sich. Am nächsten Abend arrangiert Morgan, dass Charlie ihr das Buch zurückgeben kann. Beide kommen ins Gespräch. Er erklärt, dass eine Verletzung ihn daran hinderte, ein Stipendium zu bekommen. Es scheint, als hätten die zwei ein ähnliches Schicksal. Kurze Zeit später küsst Charlie sie auf einem der Boote.
In der Beziehung verheimlicht Katie ihre Erkrankung gegenüber Charlie. Er fährt mit ihr zu einer Liveshow in Seattle, wo sie mitten auf der Straße mit ihrer Gitarre auftritt. Danach geht das frisch verliebte Paar schwimmen und sie lassen sich vom Feuer trocknen. Natürlich erwähnt Charlie, dass der Sonnenaufgang besonders romantisch wäre. Sie rennt in Panik zurück ins Haus. Dort erscheint Charlie dann und beide fahren zurück in die Heimat. Für ein paar Sekunden befindet sich Katie allerdings im Sonnenlicht. Kurze Zeit später treffen Morgan und Jack zu Hause ein. Der verwirrte Charlie steht immer noch vor dem Haus. Morgan nimmt sich Charlies an und erklärt das Problem. Aufgrund der Lichteinstrahlung muss Katie ins Krankenhaus und einige Tests durchführen. Daraufhin finden die Ärzte heraus, dass sich nun ihr Gehirn zusammenzieht.
Kurz darauf verspürt Katie Zuckungen in den Fingern und verliert die Fähigkeit, Gitarre zu spielen. Charlie ist sehr verliebt in Katie und möchte um alles in der Welt mit ihr zusammen sein. Sie dagegen möchte ihn nicht verletzen und ignoriert die Nachrichten. Jack überredet seine Tochter, mit dem armen Jungen zu reden. Alle tauchen auf einem Badetreffen auf.
In einer weiteren Nacht steht eine Überraschung für Katie an: Charlie hat eine Aufnahmesitzung gebucht. und sie darf das Lied singen, welches sie für ihn geschrieben hat. Die beiden sind so verliebt, dass Charlie seine Karriere aufgeben möchte, um sich um Katie zu kümmern. Sie erinnert sich daran, dass Charlie das Boot so sehr liebt. Daraufhin entschließt sie sich, tagsüber mit ihm segeln zu gehen. Das Tageslicht führt Katie zu ihren letzten Minuten, sodass sie in den Armen von Charlie stirbt.
Daraufhin hält Charlie nichts mehr im Ort. Er verabschiedet sich von Jack. Dieser überreicht ihm das Notizbuch mit einer lieben Notiz von Katie und im Radio läuft ihr Lied. „Schau in den Himmel. Achte auf neue Dinge. Egal was passiert, ich liebe Dich.“

## Produktion
Der Film wurde in Vancouver, Kanada gedreht. Bei einem Budget von 2,8 Millionen US-Dollar spielte der Film 27,4 Millionen US-Dollar ein.

## Rezeption
Der Film wurde mit überwiegend negativen Kritiken bedacht. Nach Auswertung von 65 Rezensionen ermittelte Rotten Tomatoes eine Zustimmungsquote von lediglich 20 Prozent. Den Tenor der Kritiken fasst Rotten Tomatoes wie folgt zusammen: „Das einzig Bemerkenswerte an dieser typisch manipulativen und gekünstelten Teenager-Romanze ist leider die Dreistigkeit, mit der sie eine reale Krankheit irreführend darstellt.“
Luisa Beljan von der Seite film-rezensionen.de gibt eine mittlere Wertung und sieht „vorrangig eine Liebesgeschichte, die durch die dramatische Krankheit von Katie gleichzeitig einen informativen Effekt und mehr Tiefe erlangen soll. Die Besetzung durch Social Media Stars funktioniert für die Lovestory, allerdings eher weniger für den Tiefgang. Für die Zielgruppe ‚weiblicher Teenager‘ allerdings ein Tränchen-Garant!“